# 10390 Lenka
10390 Lenka (1997 QD1) là một tiểu hành tinh vành đai chính được phát hiện ngày 27 tháng 8 năm 1997 bởi P. Pravec và M. Wolf ở Đài thiên văn Ondřejov.